# مجتبي رشيدي
مجتبي رشيدي (بالفارسية: مجتبی رشیدی) هو لاعب كرة قدم إيراني في مركز الدفاع، ولد في 24 ديسمبر 1996 في مقاطعة تستر في إيران. لعب مع نادي صنعت نفط عبادان.

## وصلات خارجية
- مجتبي رشيدي على موقع قاعدة بيانات كرة القدم.إي يو (الإنجليزية)